# Стюарт, Мария (графиня Арран)
Мария Стюарт, графиня Арран (англ. Mary Stewart, Countess of Arran; 13 мая 1453 — май 1488) — шотландская принцесса, старшая дочь короля Шотландии Якова II Стюарта и Марии Гелдерской. Её брат был королем Шотландии Яковом III Стюартом. Она дважды выходила замуж: во-первых, за Томаса Бойда, 1-го графа Аррана; во-вторых, за Джеймса Гамильтона, 1-го лорда Гамильтона. Именно благодаря её детям от второго мужа Гамильтоны графы Арран и графы Леннокс из династии Стюартов могли претендовать на шотландский престол.

## Семья
Мария родилась в замке Стерлинг 13 мая 1453 года. Старшая дочь шотландского короля Якова II Стюарта (1430—1460) и Марии Гелдернской (1432—1463). У неё было пятеро братьев и сестер, в том числе Яков III, который вступил на шотландский трон в 1460 году после случайной смерти их отца от взрыва пушки. Мария Гельдернская, мать Марии, умерла в 1463 году, оставив её сиротой в возрасте десяти лет.

## Браки и дети
Мария вышла замуж за своего первого мужа, Томаса Бойда, 1-го графа Аррана (? — ок. 1473), когда ей было тринадцать лет до 26 апреля 1467 года. Остров Арран была отдана в качестве приданого при её замужестве. Для этой пары был построен замок Лоу в Северном Эйршире. В 1467 году муж Марии Томас Бойд был послан в Данию сопровождать невесту короля Якова III, принцессу Маргариту Датскую. Во время его отсутствия брат Марии, король, отдалился от мужа Марии из-за врагов клана Бойд, которые выдвинули ложные обвинения в измена против Томаса и его отца, Роберта Бойда, 1-го лорда Бойда. Мария, услышав, что её мужа должны вызвать к королю и в парламент, чтобы ответить на обвинения, немедленно отправился в гавань Лита, когда корабль Томаса причалил в июле, чтобы предупредить его. Затем Мария и Томас быстро отплыли в Данию. 22 ноября 1469 года муж Марии был объявлен вне закона, а его титул и поместья были конфискованы короной. Позже Мария вернулась в Шотландию в попытке снять с мужа все обвинения, выдвинутые против него. По прибытии в Шотландию её брат Яков заключил её под стражу в замок Дин в Килмарнок, пока её брак не был аннулирован. Брак Марии с Томасом Бойдом был затем объявлен недействительным в 1473 году, и она была вынуждена выйти замуж за Джеймса Гамильтона, 1-го лорда Гамильтона.
У Томаса и Марии было двое детей:
- Леди Маргарет Бойд (1468—1533[3]), 1-й муж — Александр Форбс, 4-й лорд Форбс (? — 1491); 2-й муж — сэр Дэвид Кеннеди, 1-й граф Кассилис (? — 1513).
- Джеймс Бойд, 2-й лорд Килмарнок (1469—1484), умер холостяком.

В начале 1474 года Мария Стюарт вышла замуж во второй раз за Джеймса Гамильтона, 1-го лорда Гамильтона (1415—1479), который был почти на сорок лет её старше. Они получили папский разрешение 26 апреля 1476 года, таким образом, узаконив двух уже родившихся у них детей. Вместе у Джеймса и Мэри было трое детей:
- Джеймс Гамильтон, 1-й граф Арран (1475—1529), женился впервые в 1490 году на Элизабет Хоум, от которой у него было две дочери. Он развелся с Элизабет в 1504 году. Он женился во второй раз в 1516 году на Джанет Бетюн, дочери сэра Дэвид Бетюна, 1-го из Крей и Джанет Дадлингстон[4] , от которой у него было трое детей, включая его наследника, Джеймса Гамильтона, герцога Шательро, 2-го графа Аррана (ок. 1516—1575), предполагаемого наследника в Королевство Шотландия (1536—1540, 1541—1542, 1542—1566, 1567—1575), регента Шотландии в 1542—1554 годах.
- Достопочтенная Элизабет Гамильтон (умерла после апреля 1531 года), вышла замуж 9 апреля 1494 года за Мэтью Стюарта, 2-го графа Леннокса (1488—1513), от которого у неё было шестеро детей. Наиболее заметными были Стюарты из Леннокса, из которых Генрих Стюарт, лорд Дарнли, второй муж Марии, королевы Шотландии, унаследовал свои права на шотландский трон от сына Елизаветы Джона Стюарта, 3-го графа Леннокса.
- Роберт Гамильтон, сеньор д’Обиньи (21 марта 1476—1543). Он родился в замке Бродик, остров Арран, Шотландия. Он умер в 1543 году в Торренсе, Ланаркшир, Шотландия, когда ему было 66 лет. Согласно некоторым записям, он женился на (Элизабет?) Кэмпбелл, дочь Кэмпбелла (Гудмана) из Глейстера или Честера (Ангуса), племянница шерифа Эйра. У них было по крайней мере двое (заявленных) детей: Джанет Гамильтон, родившаяся в 1500 году, которая вышла замуж за Александра Бернета, 4-го барона и 9-го лэрда Лейса; и Мэтью Гамильтон, родившийся в 1512 году, который женился на Джин Мурхед из Торренса.

Сын Марии от её первого мужа Томаса, Джеймс Бойд, 2-й лорд Бойд из Килмарнока, был убит в возрасте пятнадцати лет лордом Монтгомери, что спровоцировало вражду, которая длилась более семидесяти лет. Леди Маргарет Бойд, её дочь от Томаса, дожила до сорока восьми лет. Хотя она была замужем дважды, у неё не было детей.
Мария Стюарт скончалась в 1488 году в возрасте тридцати пяти лет.
Из-за своей близости к трону потомки Марии, Арранские Гамильтоны и Леннокские Стюарты, получат значительную власть и будут играть заметную роль в шотландской политике XVI века; особенно это повлияет на жизнь и правление Марии Стюарт, королевы Шотландии, правнучки короля Шотландии Якова III Стюарта, брата Марии.